# Домбрувка (гміна Тарлув)
Домбрувка (пол. Dąbrówka) — село в Польщі, у гміні Тарлув Опатовського повіту Свентокшиського воєводства.
Населення — 37 осіб (2011).
У 1975-1998 роках село належало до Тарнобжезького воєводства.

## Демографія
Демографічна структура на день 31 березня 2011 року:
|          | Загалом | Допрацездатний вік | Працездатний вік | Постпрацездатний вік |
| -------- | ------- | ------------------ | ---------------- | -------------------- |
| Чоловіки | 18      | 6                  | 11               | 1                    |
| Жінки    | 19      | 9                  | 9                | 1                    |
| Разом    | 37      | 15                 | 20               | 2                    |